# Іспанська революція (1820—1823)

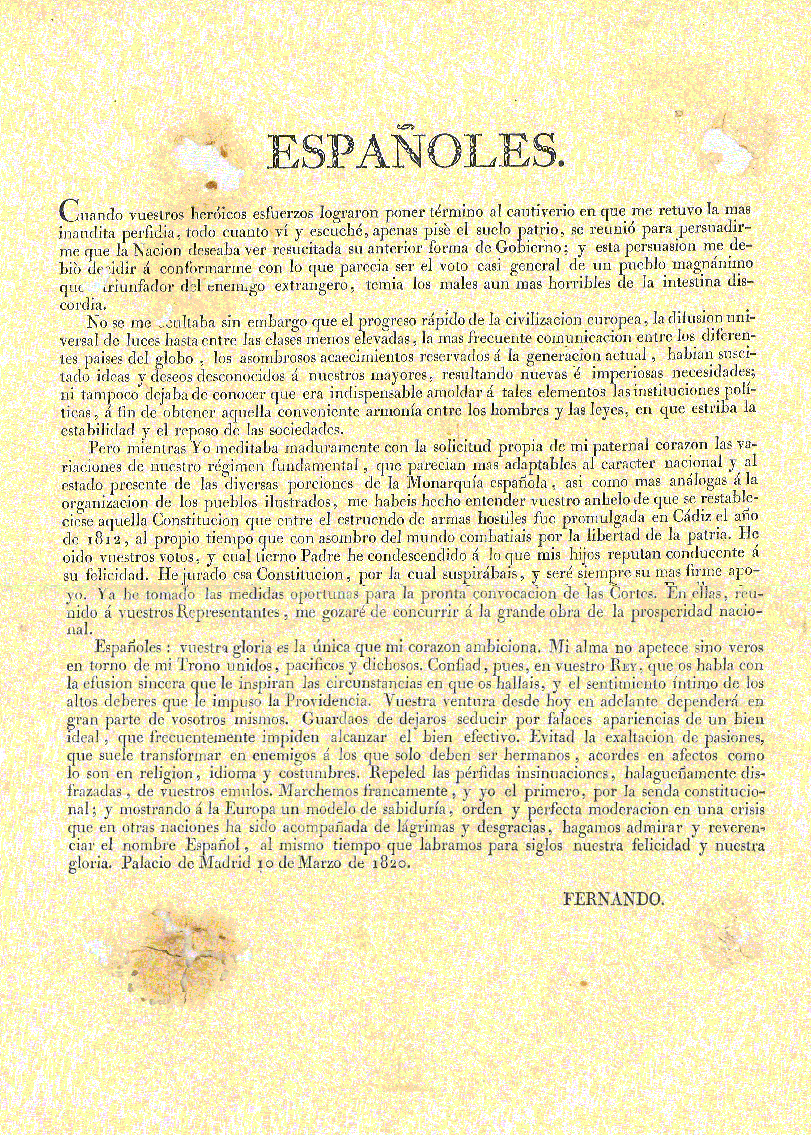
Іспанський документ 1820 року, який підтверджує, що король поклявся на Конституції

Іспанська революція 1820—1823 рр. або Ліберальне триріччя (ісп. Trienio Liberal [ˈtɾjenjo liβeˈɾal]) — соціальна революція, спрямована на повалення феодального ладу й абсолютної монархії в Іспанії. Революція зазнала поразки від сил Священного союзу, а саме від збройної інтервенції Франції, яка повернула владу королю Фернандо VII.

## Передумови і причини

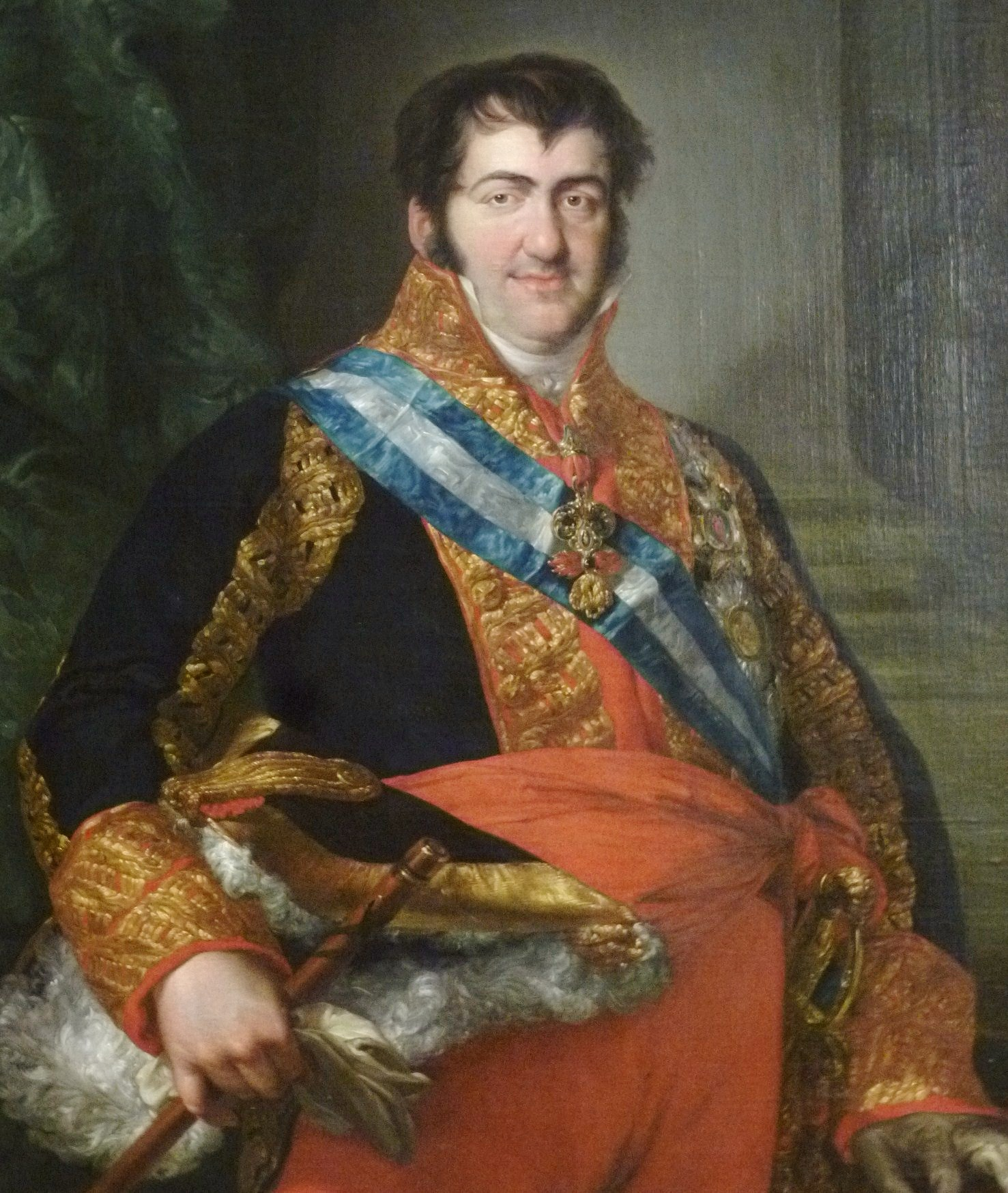
Король Фернандо VII

Феодально-абсолютистські порядки, відновлені в 1814 році, викликали різке невдоволення широких кіл буржуазії, ліберального дворянства, військових, інтелігенції. Окупація французькими військами Іспанії сприяла піднесенню національно-визвольної боротьби народів країн Латинської Америки — колоній Іспанії. Вони скористалися послабленням метрополії й проголошували себе незалежними державами. Втрата колоній у Латинській Америці боляче вдарила по іспанській промисловості й торгівлі, оскільки її колишніми ринками поступово заволоділа Англія. Внутрішній ринок не міг поглинути всієї маси товарів, бо купівельна спроможність народу була низькою. У країні діяла цехова система, яка стримувала розвиток вільного підприємництва, була велика різниця в митних зборах у деяких провінціях, держава монополізувала виробництво окремих товарів тощо. Переважна більшість сільськогосподарських земель перебувала в руках поміщиків і церкви, на користь яких селяни виконували численні феодальні повинності. Буржуазія обстоювала проведення радикальних економічних реформ, бо вбачала в політичних перетвореннях шлях виходу країни з кризи, в якій вона опинилася внаслідок правління короля Фердинанда VII.

## Хід революції

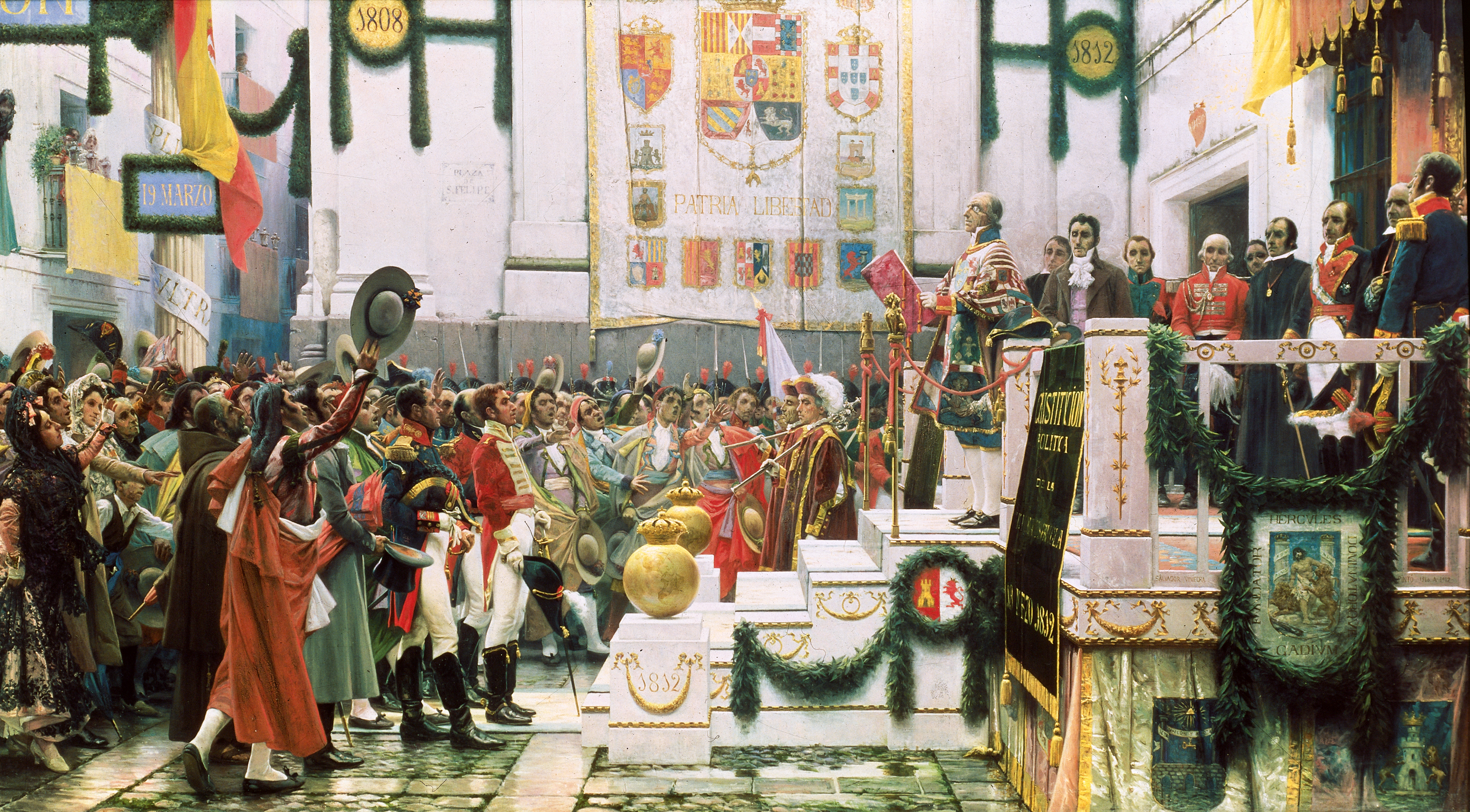
Проголошення Іспанської Конституції 1812 року

Армійські офіцери були незадоволені репресіями уряду і рішенням короля направити війська до Латинської Америки. У південних портах Іспанії зосередилась 30-тисячна іспанська армія. У січні 1820 р. військові під командуванням Рафаеля Ріего-і-Нуньєса підняли повстання, яке підтримали в окремих провінціях і Мадриді. Метою повстання було відновлення демократичної Конституції 1812 р. Створювалися революційні хунти, звільнялися політичні в'язні, організовувалася національна міліція. Відновили роботу кортеси, на засіданнях яких прибічники реформ — «модерадос» (помірковані) та «екзальтадос» (палкі) — вимагали відновити Конституцію 1812 р.

### Перетворення 1820—1821рр.
Ті помірні ліберали, що прийшли до влади в березні 1820 року, спиралися на підтримку ліберального дворянства і верхівки буржуазії. «Модерадос» здобули перемогу на виборах в кортеси, які відкрилися в Мадриді в червні 1820 р. Соціально-економічна політика «модерадос» сприяла розвитку промисловості й торгівлі: була скасована цехова система, скасовані внутрішні митні збори, монополії на сіль і тютюн, проголошена свобода торгівлі. Восени 1820 кортеси ухвалили рішення про ліквідацію релігійних орденів і закриття частини монастирів. Їхнє майно перейшло у власність держави і підлягало продажу.
Були скасований майорат — відтепер дворяни могли вільно розпоряджатися своєю земельною власністю. Багато збіднілих ідальго стали продавати свої землі. Аграрне законодавство «модерадос» створило можливість перерозподілу земельної власності на користь буржуазії. Більш складним виявилося рішення про феодальні повинності. «Модерадос» прагнули до компромісу з дворянством; в той же час хвилювання в селі змушували революціонерів йти назустріч вимогам селян.
У червні 1821 р. кортеси прийняли закон про скасування сеньйоріальних прав. Закон скасовував юридичну та адміністративну владу сеньйорів, баналітет та інші сеньйоріальні привілеї. Поземельні повинності зберігалися, якщо сеньйор міг документально довести, що земля, оброблювана селянами, є частиною його власності. Однак Фердинанд XVII, навколо якого згуртувалися сили феодальної реакції, відмовився затвердити закон про скасування сеньйоріальних прав, використавши право вето, надане королю Конституцією 1812. Боячись вступити в конфлікт з дворянством, «модерадос» не зважилися порушити королівське вето. Закон про скасування сеньйоріальних прав залишився на папері. «Модерадос» прагнули не допустити поглиблення революції і тому були проти виступу чи втручання народних мас в політичну боротьбу. Вже в серпні 1820 р. уряд розпустив «армію спостереження», у жовтні обмежив свободу слова, друку і зборів. Ці заходи призвели до послаблення революційного табору, що зіграло на руку роялістам. У 1820—1821 рр. вони організовували численні змови з метою відновлення абсолютизму.

### Прихід до влади «ексальтадос»

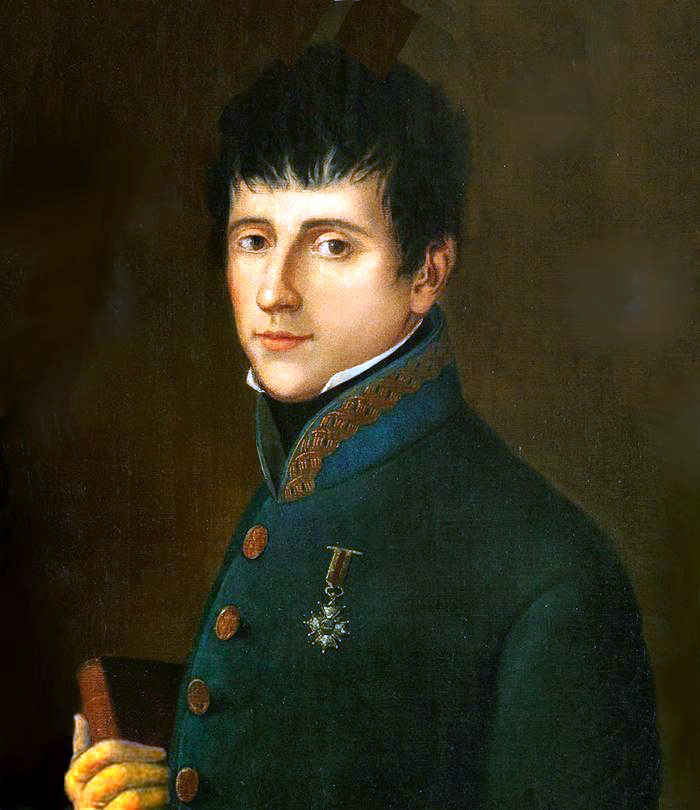
Рафаель Ріего — один з лідерів Іспанської революції

Невдоволення народних мас політикою уряду, його нерішучістю у боротьбі з контрреволюцією призвело до дискредитації «модерадос». Вплив же «ексальтадос», навпаки, зростав. Народ пов'язував з ними надії на продовження революційних перетворень. У кінці 1820 р. від «ексальтадос» відокремилося радикальне крило, яке отримало назву «комунерос». Учасники цього руху вважали себе продовжувачами тієї боротьби, яку вели проти посилення королівської влади «комунерос» 16 ст. Опорою руху «комунерос» були міські низи. Різко критикуючи помірних лібералів, «комунерос» вимагали очистити державний апарат від прихильників абсолютизму, відновити демократичні свободи і «армію спостереження». Але руху міських низів у роки другої революції були притаманні серйозні слабкості. По-перше, в середовищі «комунерос» зберігалися монархічні ілюзії, незважаючи на те що король і його оточення були оплотом реакційних сил. По-друге, рух «комунерос» був відірваний від селянства, яке складало більшість населення країни. Хоча один з керівників «комунерос» — Ромеро Альпуенте виступав у кортесах з вимогою ліквідації всіх селянських повинностей, цей рух в цілому не проводив боротьбу на захист інтересів селян.
На початку 1822 р. на виборах в кортеси здобули перемогу «ексальтадос». Головою кортесів був обраний Р. Ріего. У червні 1822 р. кортеси прийняли закон про пустки і королівські землі: половину цих земель передбачалося продати, а іншу — розподілити між ветеранами антинаполеонівської війни і безземельними селянами. Таким шляхом «ексальтадос» намагалися полегшити становище самої знедоленої частини селян, не порушуючи при цьому корінних інтересів дворянства.
Зрушення вліво, що сталось в політичному житті країни, викликало запеклий опір роялістів. У кінці червня — початку липня 1822 р. в Мадриді відбулися зіткнення між королівською гвардією і національною міліцією.
Уряд «модерадос», що шукав примирення з роялістами, змушений був піти у відставку. У серпні 1822 р. до влади прийшов уряд «ексальтвдос» на чолі з Е. Сан-Мігелем. Новий уряд більш активно повів боротьбу з контрреволюцією. Наприкінці 1822 р. війська генерала Міни — легендарного вождя антинаполеонівської герильї — розгромили контрреволюційні банди, створені роялістами в гірських районах Каталонії. Придушуючи контрреволюційні виступи, «ексальтадос» в той же час нічого не зробили для поглиблення революції. Уряд Е. Сан-Мігеля фактично продовжував аграрну політику помірних лібералів. Ліберальне дворянство і верхівка буржуазії в 1820—1821 рр. домоглися здійснення своїх цілей і не були зацікавлені у подальшому розвитку революції. Відсутність радикальних соціально-економічних та політичних перетворень позбавив «ексальтадос» підтримки народних мас; проти уряду став виступати рух «комунерос».

### 1823 рік. Інтервенція
Події 1820—1822 рр.. показали, що іспанська реакція не може самостійно придушити революційний рух. Тому Веронський конгрес Священного союзу, що зібрався в жовтні 1822 р., ухвалив рішення про організацію інтервенції. У квітні 1823 французькі війська перейшли кордон Іспанії. Розчарування селянських мас в політиці ліберальних урядів, швидке зростання податків, а також контрреволюційна агітація духовенства призвели до того, що селяни не піднялися на боротьбу з інтервентами.
У травні 1823 р., коли значна частина країни вже знаходилася в руках інтервентів, «ексальтадос» ухвалили рішення про вступ в силу закону про скасування сеньйоріальних прав. Однак цей запізнілий крок вже не зміг змінити ставлення селян до революції. Уряд і кортеси були змушені покинути Мадрид і переїхати до Севільї, а за тим — в Кадіс. Незважаючи на героїчний опір армії генерала Міни в Каталонії і загонів Ріего в Андалусії, у вересні 1823 р. майже вся Іспанія опинилася під владою контрреволюційних сил. 1 жовтня 1823 року Фердинанд VII підписав декрет, яким відміняв всі закони, прийняті кортесами в 1820—1823 рр.. В Іспанії знову утвердився абсолютизм. Уряд почав переслідувати учасників революції. У листопаді 1823 р. був страчений Р. Ріего. Ненависть камарильї до революційного руху дійшла до того, що в 1830 р. король наказав закрити всі університети, вбачаючи в них джерело ліберальних ідей.
Спроби іспанського абсолютизму відновити свою владу в Латинській Америці виявилися марними. До початку 1826 р. Іспанія втратила всі колонії в Латинській Америці, за винятком Куби і Пуерто-Рико. Революція зазнала поразки. Тим не менш вона розхитала підвалини старого порядку, підготувавши ґрунт для подальшого розвитку революційного руху. Події Іспанської революції справили великий вплив на революційні процеси в Португалії, Неаполі та П'ємонті.